# Buton
För andra betydelser, se Buton (olika betydelser).
Buton eller Boeton är en ö i Indonesien som utgör en förlängning av Sulawesi sydvästra halvö. Största stad är Bau-Bau.
Ön sträcker sig 148,6 kilometer i nord-sydlig riktning, och 74,2 kilometer i öst-västlig riktning.
Ön har en yta av 4 225 kvadratkilometer och är bergig med högsta punkt 1 157 meter över havet. Den var tidigare känd som ett tillhåll för pirater och utgjorde ett självständigt sultanat. Från ön exporterades tidigare sköldpadda, trepang och kaffe.